# 2300アリーナ
2300アリーナ（2300 Arena）は、ペンシルベニア州フィラデルフィアにある多目的スペースである。1600人収容。主にプロレスとボクシングの興行で使用される。かつては倉庫であった。

## 概要
当施設は、時代により名称・通称や用途が変遷している。

### 1990年代
上記にもあるように、この施設は1970年代は倉庫であった。1986年にStein & Silverman法律事務所がこの倉庫を購入した。サウス・フィラデルフィア・ヴァイキング・クラブという無言劇の団体が利用するようになってからは、ヴァイキング・ホール（Viking Hall）と呼ばれるようになった。彼らはフィラデルフィアで行なわれる年に一度のMummers Paradeのリハーサルと衣装や小道具の収納のためにこの建物を使用した。1990年代、ヴァイキング・クラブは団体の基金を増やすため、深夜にはビンゴ・ホールとして使用していた。

### ECWアリーナ
1993年、プロレス団体のECWが本拠地としてから団体が消滅する2001年まで、ECWアリーナ（ECW Arena）として知られた。
ECWの週一度のテレビ番組ハードコアTVは、ECW初期には、主にこの会場とサウス・フィラデルフィアのファンを映し出した。この会場と観客の雰囲気は、ECWをローカルな団体から全国的に知られるまでになるまでの、重要な要素であった。ECWによる初めてのPPV興行、Barely Legalは、1997年にこの会場から放送された。

### XPWアリーナ
2001年にECWが消滅した後、多くのプロレス団体がこの会場で興行を行なった。2002年、プロレス団体であるXPW（Xtreme Pro Wrestling）がこの施設を独占的にリースする契約をして、名前をXPWアリーナ（XPW Arena）に改称して他の団体による使用を拒絶した。XPWが2003年に消滅するとともに、このリース契約は取り消された。

### アルハンブラ・アリーナ
2004年、ニュー・アルハンブラ・スポーツ & エンターテインメント・センター（New Alhambra Sports & Entertainment Center）改称し、後に2006年にニュー・アルハンブラ・アリーナ（New Alhambra Arena）、2008年にはアルハンブラ・アリーナ（Alhambra Arena）と短縮された。この名前は、2004年にジョー・ハンド・プロモーションズと共同でプロボクシングの興行をこの会場で行ない始めたJ・ラッセル・ペルツが名付けたもので、1950年代と60年代にボクシング興行が行なわれたサウス・フィラデルフィアのアルハンブラ映画館が元になっている。
2005年3月、施設はCHIKARAのレスリングスクールであるチカラ・レッスルファクトリーの本拠地となった。
2005年6月、Hardcore Homecomingと呼ばれる、非公式にECWが再結集した興行が行なわれた。この時はチケットの売上が135,000ドルにのぼる大観衆が訪れた。
2006年6月には、WWEによるECWブランドのハウスショーがこの会場で行なわれ、4分も立たずにチケットが完売した。
2008年2月には映画『レスラー』のCZWの興行シーンにもこの会場が使用された。

### ジ・アリーナ
ジョー・ハンド・プロモーションズ（Joe Hand Promotions）は2009年1月にボクシング興行をこの会場で行なわないことを告知した。名称はジ・アリーナ（The Arena）へと改称。
2009年2月、プロレス団体のROHがテレビ番組である Ring of Honor Wrestlingの収録の為に定期的にこの会場を使用するようになった。7月にはDRAGON GATE USAがPPV興行、Enter The Dragonで使用している。

### アサイラム・アリーナ
2010年、名称をアサイラム・アリーナ（Asylum Arena）へと改称。
2011年4月、CHIKARAのPPVであるKing of Triosで使用される。5月には新日本プロレスが初のアメリカ興行、Invasion Tour 2011を開催。

### アリーナ・オペレーティング・LLC
2012年、アリーナ・オペレーティング・LLC（Arena Operating, LLC）へと改称。
2012年1月、EVOLVEが使用。同月にはペレツ・ボクシング・プロモーションズ（Peltz Boxing Promotions）がボクシング興行を開催。

### 2300アリーナ
2013年、2300アリーナ（2300 Arena）へと改称。
2013年12月、エクストリーム・ライジング（Extreme Rising）が使用。
2014年10月、HOH（House of Hardcore）が使用。

## 参照
1. ↑  http://www.thearena.biz/map.html
2. 1 2  https://www.wwe.com/shows/ecw/history/ecwarena
3. ↑  http://www.philly.com/inquirer/home_top_left_story/39833577.html?viewAll=y
4. ↑  http://www.pwbts.com/columns/2008/b051208.html
5. ↑  http://www.wrestling-news.com/nm/publish/news_1653.html
6. ↑  And on this corner ... - southphillyreview.com
7. ↑  http://www.Chikarapro.com/WrestleFactory/history.shtml
8. ↑  http://www.gerweck.net/timeline.htm
9. ↑  http://www.citypaper.net/articles/2008/02/14/there-will-be-blood-and-weed-whackers